# سوکراز-ایزومالتاز
سوکراز-ایزومالتاز (انگلیسی: Sucrase-isomaltase) یک آنزیم گلوکوسیداز است که در حاشیهٔ خارجی پرزهای رودهٔ کوچک در بدن انسان جای دارد.
بیان ترجیحی این پروتئین در غشاء آتیپیک اِنتروسیت‌هاست و کارش تجزیه و هضم قندهای غذا همچون نشاسته، گلوکز و ایزومالتوز است. در اثر هضم بیشتر قندها، انرژی به صورت ATP آزاد می‌شود.